# François Marie Ier della Rovere
Pour les autres membres de la famille, voir Famille Della Rovere.

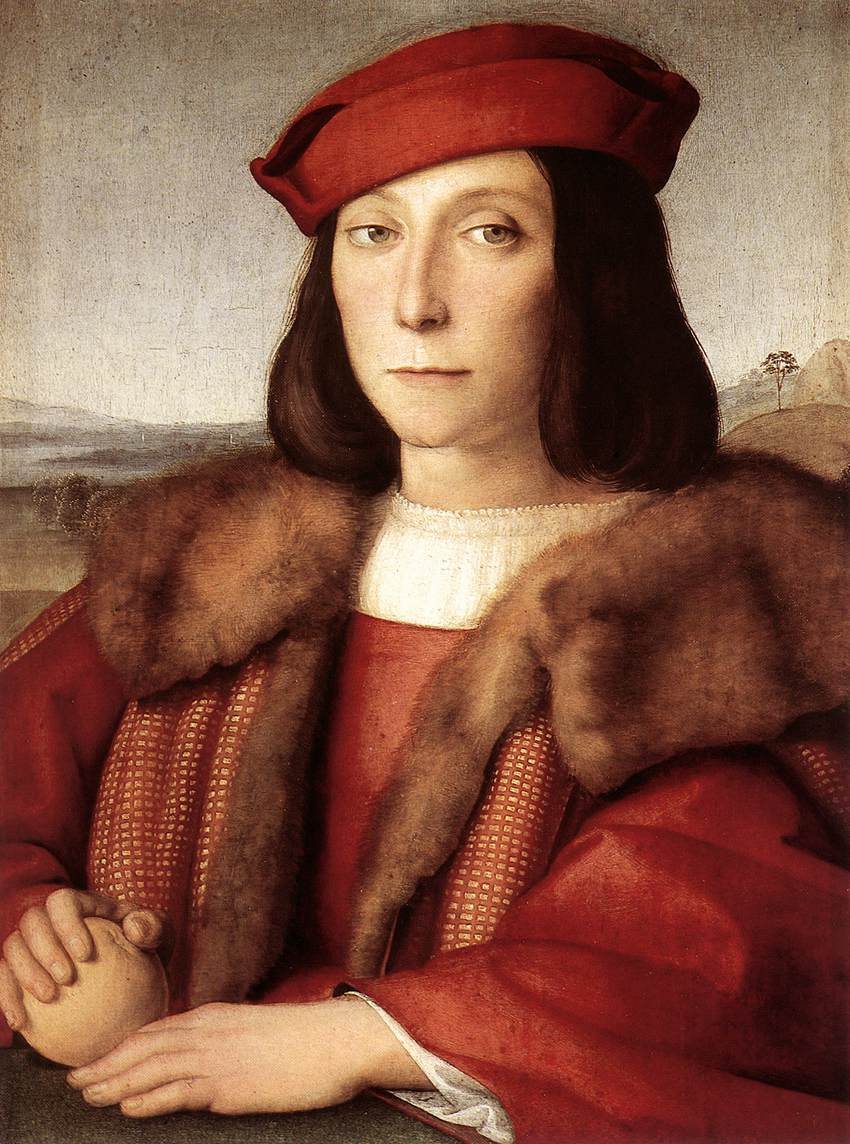
Portrait par Raphaël, 1504,
galerie des Offices, Florence.

Éléonore de Mantoue
par Le Titien, 1538,
galerie des Offices, Florence.

François-Marie Ier della Rovere (né le 25 mars 1490 à Senigallia et mort le 20 octobre 1538 à Pesaro) est un condottiere de la Renaissance qui fut duc d'Urbino (aujourd'hui province de Pesaro et Urbino dans la région des Marches) et duc de Sora (province de Frosinone).

## Biographie
Fils de Giovanni della Rovere, seigneur de Senigallia et capitaine général de l'Église, et de Jeanne (Giovanna) de Montefeltro, fille de Frédéric III de Montefeltro, il reçoit l'enseignement de l'humaniste Ludovico Odasio.
En 1502, alors qu'il a douze ans, la famille Della Rovere perd le fief de Senigallia, envahi par César Borgia, lequel, en quelques années, s'est imposé comme le maître de la province des Marches. Réfugié à la cour de Louis XII, il fait son apprentissage des armes auprès du capitaine Gaston de Foix, vainqueur de la bataille de Ravenne. Grâce à l'intervention de Jules della Rovere, son oncle, élu au trône pontifical en 1503 sous le nom de Jules II, il peut finalement reprendre le contrôle de Senigallia. À peine nommé, celui-ci le fait venir à Rome et le nomme, à l'âge de 14 ans, préfet de la ville. L'oncle de François-Marie, Guidobaldo Ier de Montefeltro, n'ayant pas d'enfants, décide de l'amener à sa cour d'Urbino et, en 1504, l'adopte et en fait son héritier.  
En 1507, il épouse en grande pompe au Vatican Éléonore de Mantoue (1493-1550), alors âgée de 14 ans, fille de François II Gonzague, marquis de Mantoue, et d'Isabelle d'Este.
En avril 1508, à la mort de Guidobaldo Ier, s'éteint la lignée des « Montefeltro », François devient duc d'Urbino. En 1509, François-Marie devient, comme son père avant lui, toujours par investiture de Jules II, et sans avoir jamais fait ses preuves sur un champ de bataille, capitaine général de l'Église, fonction qui lui permet de s'illustrer par la suite dans la guerre contre Ferrare et Venise.
Le 24 mai 1511, il assassine le cardinal de Pavie, Francesco Alidosi, qu'il accusait auprès du pape d'être responsable de la prise de Bologne par les Français. Il est disculpé après avoir prouvé la trahison du cardinal.
En 1513, en récompense des services rendus à l'Église, le duché s'accroit de la cité de Pesaro. Toutefois sa position privilégiée s'effrite peu à peu, jusqu'à la mort de son oncle Jules II et l'élection de Léon X, pape de la famille Médicis qui entend bien se débarrasser de la famille della Rovere pour favoriser la sienne. Ce changement politique lui coûte la perte de Pesaro et de son duché d'Urbino, qui en 1516 est confié à Laurent II de Médicis, neveu du pape Léon X, après que Jean des Bandes Noires l'ait conquis le 5 mars. Il doit alors se réfugier à Mantoue . 
En 1517, il tente de récupérer son duché, en menant ce qui est appelé la guerre d'Urbin. Il recrute une armée de quelque 5 000 fantassins et 1 000 chevaux, et le 23 janvier 1517, il défait le condottiere au service des États pontificaux Francesco del Monte et entre dans la ville acclamé par la population. Le pape Léon X réagit en embauchant à la hâte une armée de 10 000 soldats dont il confie le commandement à son neveu Laurent II de Médicis. Celui-ci, blessé par une balle d'arquebuse, le 4 avril lors du siège du château de Mondolfo, rentre en Toscane. Il est remplacé par le cardinal Bibbiena, qui, vaincu avec des pertes importantes à Monte Imperiale, est contraint de se retirer à Pesaro.
Cependant, la guerre prend fin en raison du manque d'argent de François-Marie, qui se trouve bientôt incapable de payer les troupes engagées à Vérone. Après quelques ravages infructueux en Toscane et en Ombrie, il commence à rechercher un règlement diplomatique avec le pape. En septembre, ils signent un traité par lequel François-Marie est relevé de toutes les censures ecclésiastiques et laissé libre de se retirer à Mantoue avec toute son artillerie, ainsi que la riche bibliothèque constituée à Urbino par l'ancien duc Federico III da Montefeltro.
En 1522, après la mort de Laurent et la mort de Léon X, il reconquiert son duché avec l'aide d'Hector et Malatesta Baglioni. Le pape Adrien VI lui en donne une nouvelle investiture.
Après avoir combattu en Lombardie de 1523 à 1525, sous le règne d'un autre Médicis, Clément VII, les della Rovere sont relégués au second plan dans la politique italienne.
Selon de nombreux historiens, le manque d'énergie de François-Marie della Rovere, qui contraste avec les succès militaires de Jean des Bandes Noires, le dernier des grands condottières, explique l'invasion des lansquenets de Charles Quint. La descente de ces troupes de mercenaires en Italie se termine par la prise du château de Milan en septembre 1526, puis le sac de Rome en 1527.
L'une des dernières vicissitudes de son règne est la prise de Pavie, qui tombe à la fin des années 1520, et son ralliement aux armées de Venise comme capitaine général contre  François Ier. Il participe à la ligue de Cognac pour le pape Clément VII.  Par la suite, contre l'avis du pape, il arrange dans son fief des Marches le mariage de son fils Guidobaldo II della Rovere avec Giulia da Varano.
Le rayonnement de sa cour s'accroit au cours des dernières années de son règne grâce à son action de mécène, une tradition du duché. En outre, il améliore les fortifications de ses places-fortes, commencées par son père Giovanni, lequel avait notamment fait fortifier la Roche de Senigallia.
Il meurt à Pesaro le 20 octobre 1538 et son fils Guidobaldo II della Rovere lui succède.

## Descendance
De son union avec Éléonore de Mantoue naissent douze enfants :
- Guidobaldo (1514-1574), qui succède à son père ;
- Ippolita (1525-1561), qui épouse, en 1531, le prince Antoine d'Aragon, duc de Montalto ;
- Elisabetta (1529-1561), qui épouse, en 1552, le prince Albéric Ier Cybo-Malaspina, marquis de Massa et prince de Carrare ;
- Giulia Feltria (1531-1563), qui épouse en 1549 Alphonse d'Este, marquis de Montecchio, fils d'Alphonse Ier d'Este, duc de Modène ;
- Giulio Feltrio (1533-1578), cardinal en 1547, archevêque de Ravenne et d'Urbino ;
- et sept enfants morts âgés de un à trois ans.

## Portraits
Il existe deux portraits du duc d'Urbino conservés aujourd'hui à la galerie des Offices a Florence. Le premier est une œuvre du Titien qui représente François-Marie en armure. Ce tableau, commandé en 1532, fut achevé par Le Titien en 1538.
Le second portrait du duc est dû au peintre Raphaël. Ce tableau, daté de 1504, représente le duc alors âgé de quatorze ans et s'intitule « Portrait du jeune homme à la pomme ».